# Zrzeszenie Nauczycielstwa Polskich Szkół Początkowych
Zrzeszenie Nauczycielstwa Polskich Szkół Początkowych – postępowa organizacja nauczycielska działająca w Królestwie Polskim w latach 1917-1919

## Powstanie i organizacja
Na zjeździe przedstawicieli różnych organizacji nauczycielskich, m.in. także działaczy Polskiego Związku Nauczycielskiego i Stowarzyszenia Nauczycielstwa Polskiego z obu okupowanych przez państwa centralne części Królestwa Polskiego w Radomiu (29-30 grudnia 1916) postanowiono utworzyć jedną wspólną organizację nauczycieli szkół początkowych w Królestwie i utworzono Komisję Organizacyjną Zrzeszenia Nauczycielstwa Polskich Szkół Początkowych (ZNPSP). W styczniu 1917 Komisja przekształciła się w Zarząd Główny ZNPSP. W 1918 organizacja zrzeszała już ponad 40% nauczycieli szkół początkowych Królestwa Polskiego.
Według Ustawy ZNPSP z 1917 roku najwyższą władzą Zrzeszenia był zjazd delegatów oddziałów zwoływany zwykle raz na rok. Zjazd wybierał na trzy lata Zarząd Główny (złożony z 12 członków i 3 zastępców) oraz Komisję Rewizyjną. Podstawową jednostkę organizacyjną stanowił oddział.

## Działalność
Celem stowarzyszenia było "zjednoczenie ogółu nauczycielstwa szkół elementarnych dla: a) podniesienia poziomu umysłowego, pedagogicznego, społecznego i ekonomicznego członków, b) obrony prawnej i popierania interesów zawodowych nauczycielstwa i w ogóle osób pracujących na polu nauczania elementarnego, c) pracy nad doskonaleniem nauczania i wychowania." Jednocześnie ustawa podkreślała, że "w całej swej działalności Zrzeszenie stoi poza stronnictwami politycznymi". ZNPSP domagało się przekazania szkolnictwa z rąk okupantów w ręce władz polskich, powszechnego i obowiązkowego nauczania, autonomii szkolnej, współudziału nauczycieli w podejmowaniu ustaw o szkolnictwie, demokratycznych wyborów do rad szkolnych. Zrzeszenie ponadto troszczyło się o podnoszenie poziomu wykształcenia nauczycieli oraz wpływało na nich by aktywnie uczestniczyli w pracach społecznych na terenie swojej miejscowości. Wielu nauczycieli było związanych z działalnością Polskiego Stronnictwa Ludowego – "Wyzwolenie" Do głównych działaczy ZNPSP należeli: Karol Klimek (prezes), Ksawery Prauss, Zygmunt Nowicki, Stefania Sempołowska, Jan Woźnicki, Józef Szelągowski, Kazimierz Szelągowski i Józef Włodarski. Organem prasowym Zrzeszenia był "Głos Nauczycielski".
W kwietniu 1919 roku Stowarzyszenie połączyło się z galicyjskim Związkiem Polskiego Nauczycielstwa Ludowego tworząc Związek Polskiego Nauczycielstwa Szkół Powszechnych.

## Źródła
- Ustawa Zrzeszenia Nauczycielstwa Polskich Szkół Początkowych, Warszawa 1917 POLONA.pl – wersja elektroniczna